# Petru Groza
Petru Groza (ur. 7 grudnia 1884 w miejscowości Băcia, zm. 7 stycznia 1958 w Bukareszcie) – rumuński polityk, premier w latach 1945–1952, Przewodniczący Prezydium Wielkiego Zgromadzenia Narodowego (głowa państwa rumuńskiego) w latach 1952–1958.

## Życiorys
Przez swoich przeciwników politycznych nazywany Czerwonym Burżujem, był jedną z głównych postaci na politycznej scenie Rumunii w okresie międzywojennym. Po wojnie został premierem rządu koalicyjnego w latach 1945–1952. Groza założył radykalną organizację rolników nazywaną Frontem Oraczy (rum. Frontul Plugarilor) w czasie Wielkiego Kryzysu. Został premierem 6 marca 1945, gdy generał Nicolae Rădescu, desygnowany przez króla Michała I premierem Rumunii 7 grudnia 1944 w nadziei powstrzymania pełzającego przejmowania władzy przez komunistów przy wsparciu Armii Czerwonej i NKWD, został zmuszony do rezygnacji przez komisarza ludowego ds. zagranicznych ZSRR Andrieja Wyszynskiego w konsekwencji ustaleń konferencji jałtańskiej. W czasie rządów Grozy, w grudniu 1947, rumuński monarcha zmuszony został do abdykacji i opuszczenia Rumunii po tym, jak państwo stało się oficjalnie republiką ludową. Pomimo iż jego władza jako premiera była uzależniona od wsparcia ZSRR (nie był członkiem Rumuńskiej Partii Robotniczej, lecz przywódcą jej satelickiego ugrupowania - Frontu Oraczy), Groza utrzymywał się na tym stanowisku do czasu zastąpienia go przez Gheorghe Gheorghiu-Deja w 1952 roku.
W 1948 otrzymał Order Odrodzenia Polski I klasy.